# Cuenca (provins)
 Cuenca  är en provins i västra delen av den autonoma regionen Kastilien-La Mancha i mitten av Spanien.
Provinsen gränsar till Valencia (inklusive exclaven Rincón de Ademuz), Albacete, Ciudad Real, Toledo, Madrid, Guadalajara, och Teruel. Provinsens huvudstad är Cuenca.
Ciudad Real har en yta av 17 141 km² och den totala folkmängden uppgår till 211 375 (2007). Provinsen är indelad i 238 kommuner.

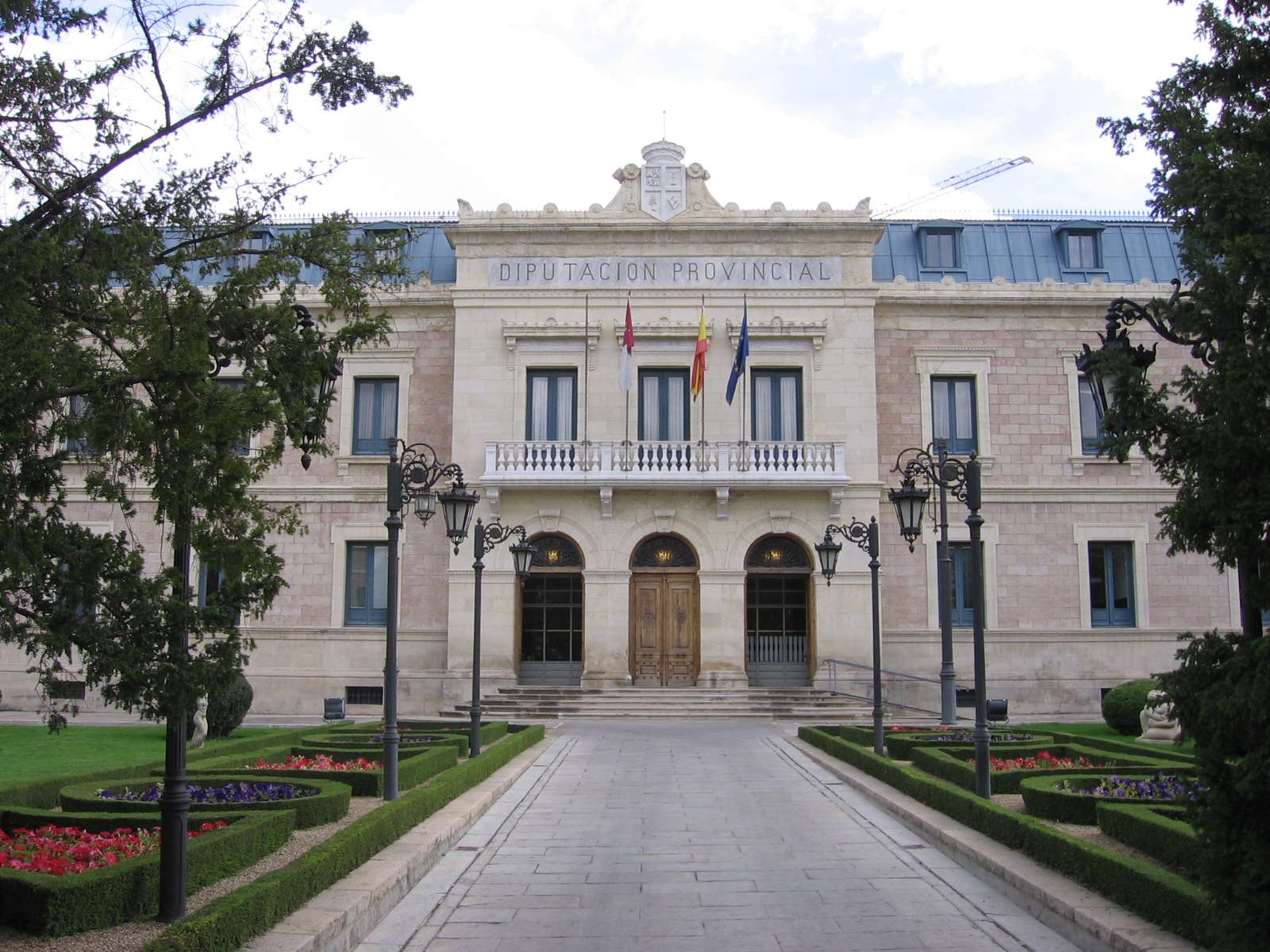
Provinsens parlament i Cuenca.